# Никея (мифология)
Нике́я (др.-греч.  Νικαία) — древнегреческий мифологический персонаж, наяда, возлюбленная Диониса. Была дочерью богини Кибелы. Родила Дионису дочь Телету его вечную спутницу и символ вакхических мистерий. В честь Никеи, согласно «Деяниям Диониса» Нонна Панополитанского, Дионис назвал город в Малой Азии, ознаменовав, таким образом, свою любовную победу.

## Сюжет мифа
Миф о Никее содержится в XVI песне «Деяний Диониса», полностью посвящённой этому сюжету. В самом начале повествования Эрос поражает Диониса, спящего у речного берега стрелой, вследствие чего тот испытывает страсть к наяде — охотнице Никее, явившейся к реке совершить омовение после охоты. Бог следует за возлюбленной повсюду, но Никея отвергает Диониса как и своего предыдущего жениха Химноса. Тогда Вакх бросается за ней в погоню со своим гончим псом. При помощи Гипноса, усыпившего Никею посредством зачарованного потока, когда та испила из него, Дионис настигает её и овладевает ей. При этом, он насмехается над тем, что отвергнув «любимого Химноса» Никея отдалась «нелюбимому» Дионису (Nonn. XVI. 290 −300). Придя в себя Никея пытается настигнуть Диониса, но не может найти на след. Спустя время она рождает Телету. Дионис в память о своей любви воздвигает город, называя его именем возлюбленной.

## Основа мифа
В основе мифа о Никее и Дионисе лежит распространённый в Древней Греции сюжет преследования богом своей возлюбленной. В тех же «Деяниях Диониса» Нонна Панополитанского упоминаются аналогичные преследования: умыкание Зевсом Европы и погоня Аполлона за Киреной и Дафной (Nonn. XVI. 40 — 50, 80 — 90, 170—180). Этот же сюжет несколько раз повторяется и с самим Дионисом, т. н. «скрывающаяся невеста» (др.-греч.  παρθενοι φυγοδεμνοι), в эпизодах с Аврой, Халкомедой и Бероей. Коллар и Штегеман, говоря о циклической природе поэмы, помещают сюжет с Никеей и Аврой в ряд «счастливых» влюблённостей Диониса: от обеих дев-охотниц, покоренных сходным образом, рождаются Телета и Иакх, сопутствующие отцу в мистериях. Противопоставляются «счастливым» влюблённостям «несчастливые» — в Ампелоса и Берою.